# Castiglioncello Bandini
Castiglioncello Bandini is een plaats (frazione) in de Italiaanse gemeente Cinigiano.

## Bezienswaardigheden
- Het kasteel, genaamd Castiglione del Torto, daterend uit de 13e eeuw
- de kerk van San Nicola, in het kasteel, is van middeleeuwse oorsprong, maar werd geherstructureerd in het barokke tijdperk
- de kerk van Madonnino is gelegen aan de voet van het kasteel.

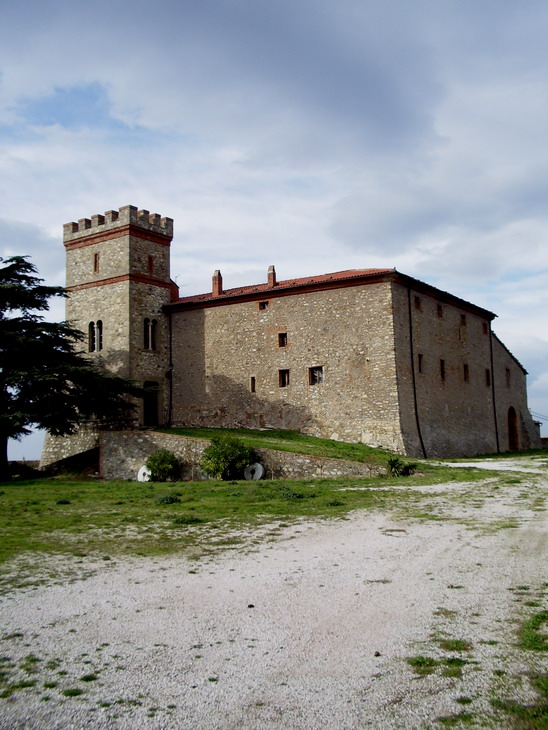
Kasteel